# Ángel Robles
Ángel Robles Bañuelos (n. Sinaloa, el 1 de enero de 1951). Profesor y político sinaloense, miembro del Partido Revolucionario Institucional, se ha desempeñado como diputado local por el distrito XI en Sinaloa y como Supervisor Escolar en la Zona 013, con sede en San José del Llano, del Municipio de Badiraguato, desde mayo de 1989. Es integrante de la sección 27 del SNTE, donde ha sido Secretario General Delegacional. 
Actualmente es Candidato a la Presidencia Municipal de Badiraguato en Sinaloa, México.

## Carrera
Es militante del Partido Revolucionario Institucional, donde ha cumplido diversas responsabilidades, en el ámbito del Municipio de Badiraguato. 
Militante en diferentes campañas políticas internas del partido de 1998 y 2002. 
En 1999 se desempeñó como Secretario Coordinador del movimiento sindical del Comité Municipal de la CNOP, a partir del año 2000 integrante del Consejo Político Municipal. 
Desde 2003 ha fungido como Secretario General del Movimiento Territorial. 
Desde el 2005, Presidente de la Comisión de Procesos internos del PRI.
En 2007 fue postulado por la Coalición “Sinaloa AVANZA” integrada por el Partido Revolucionario Institucional y Nueva Alianza, como candidato a diputado local, por el Distrito XI de Badiraguato, llegando a formar parte de la LIX legislatura del Congreso del Estado.